# Karlické údolí
Karlické údolí este o arie protejată (arie specială de conservare — SAC, sit de importanță comunitară — SCI) din Republica Cehă întinsă pe o suprafață de 524,94 ha, integral pe uscat.

## Localizare
Centrul sitului Karlické údolí este situat la coordonatele 49°56′47″N 14°15′12″E / 49.946389°N 14.253333°E.

## Înființare
Situl Karlické údolí a fost declarat sit de importanță comunitară în aprilie 2005 pentru a proteja 2 specii de plante. Situl a fost protejat și ca arie specială de conservare în iulie 2012.

## Biodiversitate
Situată în ecoregiunea continentală, aria protejată conține 15 habitate naturale: Peșteri inaccesibile publicului, Pante stâncoase calcaroase cu vegetație casmofită, Roci stâncoase cu vegetație pionieră de Sedo-Scleranthion sau Sedo albi-Veronicion dillenii, Pajiști uscate seminaturale și facies de acoperire cu tufișuri pe substraturi calcaroase (Festuco-Brometalia) (* situri importante pentru orhidee), Fânețe de joasă altitudine (Alopecurus pratensis, Sanguisorba officinalis), Păduri de fag din Europa Centrală dezvoltate pe sol calcaros cu Cephalanthero-Fagion, Păduri de fag Asperulo-Fagetum, Păduri de stejar și carpen Galio-Carpinetum, Grohotișuri medio-europene calcaroase, de la nivel colinar și montan, Tufărișuri subcontinentale peripanonice, Izvoare petrifiante cu formare de travertin (Cratoneurion), Pajiști uscate seminaturale și facies de acoperire cu tufișuri pe substraturi calcaroase (Festuco-Brometalia) (* situri importante pentru orhidee), Păduri stepice euro-siberiene cu Quercus spp., Păduri pe pante, grohotișuri și ravene de Tilio-Acerion, Păduri panonice cu Quercus pubescens.
La baza desemnării sitului se află mai multe specii protejate de  plante (2): clopțelul cu frunze de crin (Adenophora lilifolia), Dracocephalum austriacum.